# Paul Green
Paul Green (Pontefract, 10 april 1983) is een Engels voetballer met de Ierse nationaliteit die als middenvelder speelt.

## Interlandcarrière
Onder leiding van bondscoach Giovanni Trapattoni maakte Green zijn debuut voor de nationale ploeg van Ierland op 25 mei 2010 in de vriendschappelijke thuiswedstrijd tegen Paraguay (2-1) in Dublin, net als Keith Fahey (Birmingham City) en Cillian Sheridan (St. Johnstone). Hij viel in dat duel na 69 minuten in voor Glenn Whelan.

## Clubstatistieken
| Seizoen                         | Club             | Land     | Competitie                     | Duels | Goals |
| ------------------------------- | ---------------- | -------- | ------------------------------ | ----- | ----- |
| 2001/02                         | Doncaster Rovers | Engeland | Football Conference            | 8     | 2     |
| 2002/03                         | Doncaster Rovers | Engeland | Football Conference            | 30    | 4     |
| 2003/04                         | Doncaster Rovers | Engeland | Football League Third Division | 43    | 8     |
| 2004/05                         | Doncaster Rovers | Engeland | Football League One            | 42    | 7     |
| 2005/06                         | Doncaster Rovers | Engeland | Football League One            | 34    | 2     |
| 2006/07                         | Doncaster Rovers | Engeland | Football League One            | 41    | 2     |
| 2007/08                         | Doncaster Rovers | Engeland | Football League One            | 38    | 5     |
| 2008/09                         | Derby County     | Engeland | Football League Championship   | 29    | 5     |
| 2009/10                         | Derby County     | Engeland | Football League Championship   | 33    | 2     |
| 2010/11                         | Derby County     | Engeland | Football League Championship   | 36    | 2     |
| 2011/12                         | Derby County     | Engeland | Football League Championship   | 27    | 1     |
| 2012/13                         | Leeds United     | Engeland | Football League Championship   | 32    | 4     |
| 2013/14                         | Leeds United     | Engeland | Football League Championship   | 10    | 0     |
| 2013/14                         | Ipswich Town     | Engeland | Football League Championship   | 14    | 2     |
| Totaal                          | Totaal           | Totaal   | Totaal                         | 417   | 46    |
| Bijgewerkt tot 18 augustus 2014 |                  |          |                                |       |       |